# Виґрини
Виґрини (пол. Wygryny) — село в Польщі, у гміні Руцяне-Нида Піського повіту Вармінсько-Мазурського воєводства.
Населення — 340 осіб (2011).

## Демографія
Демографічна структура станом на 31 березня 2011 року:
|          | Загалом | Допрацездатний вік | Працездатний вік | Постпрацездатний вік |
| -------- | ------- | ------------------ | ---------------- | -------------------- |
| Чоловіки | 173     | 31                 | 122              | 20                   |
| Жінки    | 167     | 28                 | 96               | 43                   |
| Разом    | 340     | 59                 | 218              | 63                   |